# شکلات (فیلم ۲۰۰۸)
«شکلات» (تایلندی: ช็อคโกแลต; آرتی‌جی‌اس: Cho̜kkōlæt) فیلمی در ژانر اکشن، هنرهای رزمی، و رزمی است که در سال ۲۰۰۸ منتشر شد. از بازیگران آن می‌توان به هیروشی آبه اشاره کرد. نام دیگر فیلم دختر جنگجو (warrior within) می‌باشد.

## خلاصه داستان
زین، معشوقه تایلندی ماساشی است که فردی ژاپنی و رئیس یاکوزا است. قبل از اینکه زین معشوقه ماساشی شود، او دوست دختر تبهکار شماره ۸ بود که اکنون به رابطه زین با رقیب تبهکار ژاپنی حسادت می‌کند. بعد از اینکه زین، ماساشی را به عنوان عشق خود برمی‌گزیند، او در یک حرکت نمادین به انگشت پای خود شلیک کرده و به زین اعلام می‌کند که دیگر نباید با ماساشی ارتباط داشته باشد. زین از ماساشی می‌خواهد که به ژاپن برگردد زیرا آنها قادر نیستند در آسایش با هم زندگی کنند. او با ناراحتی پیشنهاد او را می‌پذیرد.
مدتی بعد، زین متوجه می‌شود که باردار است و برای دور بودن از مزاحمت‌های تبهکار شماره ۸ به مکانی جدید نقل مکان می‌کند. او دختری به دنیا می‌آورد و نام او را ذن می‌گذارد که مدتی بعد متوجه می‌شود او به بیماری اوتیسم مبتلاست. مدتی بعد که ذن کمی بزرگ می‌شود، زین تصمیم می‌گیرد توسط نامه، ماساشی را از موضوع بچه دار شدن مطلع کند که تبهکار شماره ۸ متوجه این ارتباط می‌شود و خشمگین می‌گردد. او به پیش زین می‌رود و برای اینکه به او یادآوری کند که از ارتباط با ماساشی منع شده‌است یکی از انگشتان پای او را قطع می‌کند.
زین مجبور می‌شود دوباره به مکانی دیگر نقل مکان کند که با یک آموزشگاه کیک‌بوکسینگ موای تای مشترک است. ذن از دوران نوجوانی شیفته هنرهای رزمی می‌شود و این حرکات را با تماشای عملکرد هنرجویان آموزشگاه و مشاهده فیلم‌هایی در این موضوع از بروس لی و تونی جا از تلویزیون، تقلید می‌کند. ذن دارای واکنش‌های غیرطبیعی است و می‌تواند بدون اینکه به اطراف نگاه کند توپ‌ها و اشیای پرتاب شده را در اختیار خود بگیرد. یک روز که زین از محل کار به خانه بازمی‌گردد، پسرکی تنها به نام موم را می‌بیند که توسط بچه‌های دیگر مورد آزار و اذیت قرار گرفته‌است، از این ماجرا ناراحت می‌شود و او را به پیش خود می‌برد تا با آنها زندگی کند.
زین مدتی بعد به سرطان مبتلا می‌شود و پولی برای هزینه شیمی‌درمانی در اختیار ندارد. ذن و موم تلاش می‌کنند با توجه به قابلیت خارق‌العاده ذن، نمایش خیابانی برگزار کنند تا ذن توپ‌های پرت شده توسط مردم را بدون نگاه به اطراف بگیرد و از این راه پول درمان زین را تأمین کنند. اگرچه، آنها قادر نیستند از این طریق درآمد کافی برای ادامه درمان را به دست آورند. یک روز موم دفترچه کوچک قدیمی را در منزل پیدا می‌کند که در آن لیست بدهکارانی است که مدتها قبل زین تحت امر تبهکار شماره ۸، وام با بهره بالا به آنها داده بود. به منظور تأمین هزینه پول درمان سرطان مادرشان، ذن و موم تصمیم می‌گیرند تا بدهی‌ها را از بدهکاران دریافت کنند. اولین تلاش آنها برای پس گرفتن بدهی، به خشونت منجر می‌شود و ذن از مهارتهای هنر رزمی که تقلید کرده‌است برای برگشت و درگیری با آنها بهره می‌برد و پول را دریافت می‌کند. از این روش برای برخورد با بقیه بدهکاران بزهکار که حاضر به پرداخت بدهی خود نیستند کمک می‌گیرد تا اینکه این درگیری‌ها به مواجه با تبهکار شماره ۸ ختم می‌شود.
تبهکار شماره ۸ متوجه می‌شود که ذن در حال جمع‌آوری بدهی‌ها برای تأمین مخارج درمان زین است و به زین می‌گوید که این پول‌های جمع‌آوری شده به او تعلق دارد و در واقع باید در اختیار او قرار می‌گرفت. زین متوجه می‌شود که تبهکار شماره ۸ انتقام خواهد گرفت و به همین علت نامه‌ای را به موم می‌دهد تا از طریق رابطی به ماساشی برساند که در آن نامه او از ماساشی در خواست کمک کرده‌است. موم توسط عوامل تبهکار شماره ۸ اسیر می‌شود ولی به دلیل اینکه او می‌خواهد حساب ماساشی و زین را برسد، اجازه می‌دهد تا نامه برای ماساشی ارسال شود. ماساشی نامه را دریافت می کندو یاکوزا را به خاطر خانواده اش ترک می‌کند. وقتی موم بازنمی‌گردد، زین به همراه ذن برای رهایی او به پیش تبهکار شماره ۸ می‌روند تا به راه حلی برای نجات او دست پیدا کنند. مواجه آنها با یکدیگر به خشونت می‌انجامد وطی درگیری زین و تبهکار شماره ۸ هر دو مجروح شده و تبهکار شماره ۸، زین را گروگان می‌گیرد.
ذن برای آزاد کردن مادرش، با تعداد زیادی از عوامل تبهکار شماره ۸ مبارزه می‌کند تا اینکه با پسری به نام توماس مواجه می‌شود که در عین حالی که مبتلا به بیماری سندرم تورت است در هنر رزمی کاپوئرا تجربه خوبی دارد و در مبارزه با او دست برتری را دارد، ذن مدتی می‌گذرد تا با سبک مبارزه او، خود را تطبیق دهد و بر او چیره شود. ماساشی به مهلکه درگیری وارد می‌شود و درحالی‌که زین و ماساشی با تبهکار شکاره ۸ و مزدورانش در حال مبارزه هستند، تبهکار شماره ۸ شمشیری را وارد بدن زین می‌کند و باعث ضربه مرگباری بر او می‌شود. ذن که از این اتفاق عصبانی شده‌است به مبارزه خود ادامه می‌دهد تا در نهایت تبهکار شماره ۸ را از بالای طبقه سوم یک ساختمان به پایین پرت می‌کند و باعث مرگ او می‌شود. ذن وقتی به بالین مادرش می‌رسد متوجه می‌شود که او مرده‌است. ماساشی به دخترش که از بدو تولد او را ندیده‌است دلداری می‌دهد و او را به عنوان دخترش با خود می‌برد.